# Grok
Grok — генеративный чат-бот на основе искусственного интеллекта, разработанный компанией xAI. Основанный на большой языковой модели (LLM), он был запущен в 2023 году по инициативе Илона Маска. Чат-бот известен своим «чувством юмора» и возможностью напрямую взаимодействовать с платформой X (ранее известной как Twitter). На конец марта 2025 года Grok доступен на платформах X и Telegram, а также через отдельный веб-сайт и мобильные приложения для iOS и Android.

## История
В 2015 году Маск совместно с Сэмом Альтманом основал OpenAI — организацию, занимающуюся исследованиями в области искусственного интеллекта. Однако в 2018 году Маск покинул совет директоров компании, объяснив это тем, что он «не согласен с некоторыми идеями команды OpenAI». Позже, в 2022 году, OpenAI запустила ChatGPT, а в марте 2023 года представила GPT-4. В том же месяце Илон Маск был одним из тех, кто подписал открытое письмо Future of Life Institute, призывающее к шестимесячной паузе в разработке любого программного обеспечения ИИ, более мощного, чем GPT-4.
В апреле 2023 года Илон Маск в интервью на «Вечере с Такером Карлсоном» заявил о намерении создать чат-бот под названием «TruthGPT», который он описал как «максимально правдивый ИИ, стремящийся понять природу Вселенной». Маск также выразил обеспокоенность тем, что ChatGPT обучают быть «политкорректным».

Позже TruthGPT был переименован в «Grok» — слово, придуманное писателем Робертом Хайнлайном в его научно-фантастическом романе 1961 года «Чужак в чужой стране», означающее глубокое понимание или проникновение в суть вещей.

Логотип Grok использовался с 2023 по январь 2025 года

В ноябре 2023 года xAI начала предварительное тестирование Grok среди ограниченного круга пользователей. Доступ к чат-боту предоставлялся только подписчикам X Premium, а после завершения бета-тестирования планировалось, что бот станет доступен исключительно пользователям с подпиской X Premium+ более высокого уровня.
11 марта 2024 года Илон Маск объявил на платформе X, что языковая модель Grok станет общедоступной в течение недели. Спустя шесть дней, 17 марта, Grok-1 был выпущен под лицензией Apache-2.0. Позже, 26 марта, Маск уточнил, что доступ к Grok получат все премиум-подписчики, а не только пользователи с подпиской Premium+.
29 марта компания представила обновленную версию Grok-1.5 с улучшенными возможностями рассуждения и увеличенной длиной контекста до 128 000 токенов. Уже 4 апреля бот начал генерировать сводки новостей для раздела «Исследовать» на платформе X, заменив ранее работавших людей.
12 апреля была анонсирована Grok-1.5 Vision (Grok-1.5V), способная обрабатывать визуальную информацию. Спустя менее месяца, 4 мая, доступ к Grok был открыт для пользователей в Великобритании, а 16 мая чат-бот был одобрен для использования в Евросоюзе.
14 августа 2024 года были анонсированы Grok-2 и Grok-2 mini с улучшенными алгоритмами и производительностью, они также поддерживали генерацию изображений с помощью технологии Flux от Black Forest Labs. Grok-2 был выпущен шесть дней спустя, 20 августа.
28 октября Grok получил возможность распознавания изображений, а 16 ноября добавилась поддержка веб-поиска. Спустя неделю, 23 ноября, бот научился обрабатывать PDF-файлы. 6 декабря доступ к Grok был открыт для пользователей без подписки X Premium, но с определёнными ограничениями.
9 декабря xAI представила новую модель преобразования текста в изображения под названием Aurora. В декабре того же года были выпущены отдельный веб-сайт Grok и приложение для iOS, которые стали доступны пользователям по всему миру 9 января 2025 года.
2 января 2025 года xAI обновила логотип Grok. Через пару дней в ряде стран стало доступно приложение на Android.
18 февраля 2025 года был представлен Grok 3. Нейросеть была обучена на комплексе данных с использованием 200 тысяч видеокарт Nvidia H100, объединенных в суперкомпьютер Colossus. Модель отличается продвинутыми способностями рассуждения. Она имеет систему DeepSearch, анализирующую информацию в интернете и предоставляющую результат на основе нескольких источников. 20 февраля Grok 3 стала доступной всем пользователям бесплатно. В конце марта чат-бот появился на платформе Telegram, где его могут использовать обладатели премиум-подписки.
9 июля 2025 года был представлен Grok 4. Анонс состоялся спустя всего несколько месяцев после выхода предыдущей версии. Как утверждают разработчики, новая архитектура позволяет Grok 4 более точно интегрировать знания из различных областей и выдавать обоснованные ответы даже на междисциплинарные запросы. Grok 4 вышла на первое место в рейтинге Intelligence Index от Artificial Analysis и установила рекорд в тесте гибкого интеллекта ARC-AGI-2. Новая версия также обладает способностью анализировать изображения и выполнять вызовы функций, хотя Илон Маск признал, что мультимодальный режим пока далёк от идеала. Вместе с базовой моделью Grok 4 компания xAI представила Grok 4 Heavy — мультиагентный вариант чат-бота, в котором несколько автономных агентов параллельно решают поставленную задачу, после чего сравнивают полученные решения, подобно группе экспертов. Однако не обошлось без скандалов: запуск Grok 4 совпал с отставкой CEO X Линды Яккарино и инцидентом, в котором официальный аккаунт Grok в соцсети X опубликовал антисемитские высказывания. После этого xAI удалила из системного промпта модельную инструкцию, разрешающую «политически некорректные» ответы.

## Версии
В следующей таблице перечислены версии Grok с описанием нововведений и улучшений в каждой версии:
| Версия      | Дата выпуска      | Описание | Лицензия        |
| ----------- | ----------------- | --- | --------------- |
| Grok-1      | Ноябрь 2023 года  | Первая версия Grok. | Apache-2.0      |
| Grok-1.5    | Май 2024 года     | Улучшение по сравнению с версией Grok-1, предлагающее улучшенные возможности рассуждения и длину контекста в 128 000 токенов.                                                                  | Запатентованный |
| Grok-1.5В   | Апрель 2024 года  | Способен обрабатывать широкий спектр визуальной информации, включая документы, диаграммы, графики, снимки экрана и фотографии.                                                                 | Запатентованный |
| Grok-2      | Август 2024 года  | Улучшенная производительность и рассуждения по сравнению с версией Grok-1.5, а также возможности генерации изображений.                                                                        | Запатентованный |
| Grok-2 mini | Август 2024 года  | «Маленький, но способный брат» Grok-2, который «предлагает баланс между скоростью и качеством ответа», по словам xAI.                                                                          | Запатентованный |
| Grok-3      | Февраль 2025 года | Продвинутая AI-модель c возможностями рассуждения, обученная на суперкомпьютере, превосходящая в математике, программировании и различных бенчмарках, c контекстным окном в 1 миллион токенов. | Запатентованный |
| Grok-4      | Июль 2025 года    | Grok 4 — самая интеллектуальная модель в мире. Она включает в себя встроенные инструменты и интеграцию поиска в реальном времени, а также Grok 4 Heavy — самая мощная версия Grok 4.           | Запатентованный |

## Функции

### Тон ответов
Компания xAI описала Grok как чат-бот, способный «отвечать с ноткой остроумия» и обладающий «бунтарским характером». Он был вдохновлён «Автостопом по галактике» и задуман как инструмент, способный отвечать на практически любые вопросы.
В отрывке, предоставленном сотрудником X, Grok ответил на вопрос «Когда уместно слушать рождественскую музыку?» довольно резко: «Когда захочу, чёрт возьми». Он также добавил, что те, кто с ним не согласен, могут «засунуть леденец себе в зад и заняться своими делами».
Изначально у Grok был так называемый «весёлый режим», который описывался как «дерзкий». Однако в декабре 2024 года этот режим был удалён после критики.
Элизабет Лопатто из The Verge раскритиковала продукт, назвав его «несмешным» и сравнив его ответы с рискованной игрой Cards Against Humanity. Она отметила, что бот может быть агрессивным, но никогда не применяет эту агрессию в адрес собеседника так, как это сделал бы «по-настоящему остроумный» человек.

### Политическая позиция
Илон Маск неоднократно подчеркивал, что Grok отличается от своих конкурентов тем, что он не является «политкорректным» (используя термин «Воук»). Маск позиционировал Grok как чат-бота, готового отвечать на «пикантные» вопросы, и даже опубликовал скриншот, на котором бот даёт инструкции по производству кокаина. При этом он уточнил, что ответы Grok основаны исключительно на общедоступной информации из интернета.
После запуска чат-бота в декабре 2023 года для подписчиков Premium+ было обнаружено, что Grok дает прогрессивные ответы на вопросы, связанные с социальной справедливостью, изменением климата и трансгендерной идентичностью. Исследователь Дэвид Розадо провёл тест Political Compass, который показал, что ответы Grok имеют леволибертарианский уклон, даже более выраженный, чем у ChatGPT. В ответ на это Маск пообещал «немедленно сделать Grok политически нейтральным».
В августе 2024 года Grok перестал распространять дезинформацию о президентских выборах в США, обновив ответы с перенаправлением пользователей на сайт vote.gov.
По сообщениям СМИ, Grok делал антисемитские заявления и даже одобрительно отзывался о Гитлере.

### Генерация изображений
В августе 2024 года в Grok была добавлена возможность генерации изображений с использованием технологии Flux от Black Forest Labs. The Verge отметили, что Grok позволял создавать изображения, которые другие сервисы блокировали, включая изображения политиков и персонажей из мультфильмов. Илон Маск заявил, что использование Flux является временным решением, поскольку xAI разрабатывает собственную систему генерации изображений.
9 декабря 2024 года xAI представила собственную модель преобразования текста в изображение под названием Aurora. Она привлекла внимание своей фотореалистичностью и минимальными ограничениями. По данным TechCrunch, Aurora могла создавать изображения известных общественных деятелей и защищённых авторским правом персонажей, но отказалась генерировать обнажённые изображения.
14 декабря 2024 года xAI объявила о скором добавлении Aurora в API сервиса.

## ИИ в электрокарах Tesla
10 июля 2025 года Илон Маск заявил, что искусственный интеллект Grok, разработанный его компанией xAI, будет внедрён в электромобили Tesla уже на следующей неделе.  Этот шаг является частью масштабной инициативы по созданию интеллектуального автопилота нового поколения, который сможет адаптироваться к стилю вождения, предугадывать команды и давать рекомендации. Ранее сроки запуска Grok в Tesla официально не назывались, и компания пока не комментировала точную дату интеграции. В начале июля xAI представила флагманскую версию Grok 4.